# Маккінстріїт
Маккінстрії́т (рос. маккинстриит; англ. McKinstryite; нім. Mckinstryit m) — рідкісний мінерал, сульфід міді і срібла. Виявлений у музейному зразку з родовища Фостер (поблизу Кобальта, Канада) в 1966 році. Першовідкривачі Б. Дж. Скіннер, Дж. Л. Джамбор і М. Росс назвали мінерал на честь американського геолога Х'ю Екстона Мак-Кінстрі.

## Опис
Хімічна формула: Cu0,8+XAg1,2-XS або (CuAg)2S. Склад у % (з родовища Фостер): Cu — 24,9; Ag — 60,0; S — 15,1.
Сингонія ромбічна. Утворює зернисті агрегати від 0,2 до 3 мм.
Густина 6,61 г/см 3, за іншими даними 6,57 г/см 3.
Колір на свіжому зламі сталево-сірий, який поступово стає темно-сірим до чорного. Риса темна, сталево-сіра.
Блиск металічний. Мінерал непрозорий на зрізах будь-якої товщини.
Злам неяснораковистий. У шліфах у відбитому світлі сірувато-білий.

## Родовища
Маккінстріїт зустрічається як супутній мінерал у родовищах самородного срібла, срібної амальгами, тенантиту тощо. Загалом у світі відомо близько 40 місцезнаходжень маккінстріїта. Окрім класичного родовища Фостер цей мінерал знайдений у Німеччині (землі Нижня Саксонія і Баден-Вюртемберг), Австрії (Леоганг), Казахстані (Сарбайск, Соколовськ), Болгарії, Польщі (Любін), Швеції, Чехії, Словаччині (Банська Штявниця), Єгипті, Туреччині (Ґюмюшхане), Японії (Ісікарі), Китаї, Австралії (Брокен-Хілл), Малайзії (на острові Борнео), Індонезії (Богор), Болівії, США (штати Аляска, Колорадо, Аризона).